# Mustur, Ranibennur
Mustur là một làng thuộc tehsil Ranibennur, huyện Haveri, bang Karnataka, Ấn Độ.